# Eileen McCracken
Eileen May McCracken (16 février 1920 - 12 novembre 1988) est une botaniste, géographe et historienne de la botanique irlandaise. Elle a également écrit sur l'histoire des jardins irlandais.

## Biographie
Née le 16 février 1920 à Lisburn, en Irlande, fille de Colin et Bessie Webb, McCracken fait ses études à la Friends' School Lisburn et à la Queens' University, Belfast, où elle obtient son BSc et PhD (1962) .
Le 8 avril 1944, elle épouse l'historien Leslie (JL) McCracken MRIA (1914-2008), ils ont trois enfants : Sean, Donal et Dermot. Elle déménage en Afrique du Sud en 1947, et enseigne la géographie à l'Université du Witwatersrand. Elle revient en Irlande en 1950 et vit à Dublin, Derry et Portballintrae avant de retourner en Afrique du Sud pour prendre sa retraite en 1982. De 1959 à 1982, elle possède un cottage en bord de mer à Kilcoole, dans le comté de Wicklow.
Elle écrit sur le paysage de l'Irlande depuis l'époque Tudor, sur les premières forges irlandaises, sur le commerce des pépinières irlandaises, sur les jardins botaniques de Belfast et sur les jardins botaniques nationaux irlandais de Glasnevin.
Elle a des opinions bien arrêtées sur divers sujets, notamment les droits des femmes et admire beaucoup les femmes impliquées dans la guerre d'indépendance irlandaise. 
Elle est décédée à Durban en 1988. Une plaque de granit de Wicklow fixée dans le sol à l'extérieur de la maison alpine des jardins botaniques de Glasnevin se lit comme suit : "Eileen May McCracken 1920-1988 botaniste et historienne de ce jardin botanique".